# 加拿大性學期刊
《加拿大性學期刊》（英語：The Canadian Journal of Human Sexuality，縮寫CJHS）是一份經過同行評審的学术期刊，其內容聚焦於性的医学、心理学、社會、教育層面。它是加拿大性资讯与教育议会（Sex Information and Education Council of Canada）的官方出版物，總編輯為特里·汉弗莱斯（Terry Humphreys）。《加拿大性學期刊》由多倫多大學出版社負責出版。

## 外部連結
- 《加拿大性學期刊》的官方網站 （页面存档备份，存于）
- 加拿大性资讯与教育议会的官方網站 （页面存档备份，存于）